# Eucryptogona trichobathra
Eucryptogona trichobathra is een vlinder uit de familie van de Eriocottidae. De wetenschappelijke naam van de soort is voor het eerst geldig gepubliceerd in 1901 door Lower.